# Tatjana Smith
Tatjana Smith (* 9. Juli 1997 in Johannesburg als Tatjana Schoenmaker) ist eine auf das Brustschwimmen spezialisierte südafrikanische Schwimmerin. 2021 wurde sie über 200 m Brust in Weltrekordzeit Olympiasiegerin. Zudem holte sie bei den Olympischen Spielen in Tokio eine weitere Silbermedaille über 100 m Brust und gewann bei der WM 2023 den Weltmeistertitel über 200 m Brust. 2024 wurde sie erneut Olympiasiegerin über 100 m Brust bei den Olympischen Spielen in Paris.

## Laufbahn
Smith wuchs in Roodepoort auf, lernte im Alter von fünf Jahren Schwimmen und bestritt als Achtjährige ihre ersten Wettkämpfe. 2012 wechselte sie auf die TuksSport High School in Pretoria. Dort verfolgte sie den Olympiasieg von Chad le Clos bei den Olympischen Spielen in London, den sie als Motivation für ihre eigene Karriere bezeichnete. Ab 2014 feierte Smith im Brustschwimmen mehrere Erfolge bei nationalen Meisterschaften und gewann 2015 mit 18 Jahren vier Goldmedaillen (über 50, 100 und 200 m Brust sowie mit der Lagenstaffel) bei den Afrikaspielen in Brazzaville. Bei den südafrikanischen Trials 2016 verpasste sie auf der 200-Meter-Strecke um eine Hundertstelsekunde die Olympianorm von 2:26,94 Minuten. Insgesamt qualifizierte sich keine südafrikanische Schwimmerin für die Spiele in Rio de Janeiro.
Die seit Anfang der 2010er-Jahre (mit Unterbrechungen) von Rocco Meiring trainierte Smith verbesserte ihre Leistungen nach der verpassten Olympiaqualifikation 2016 deutlich und holte in der Folge mehrere internationale Medaillen: 2017 gewann sie bei der Universiade in Taiwan Silber über 200 m Brust. Bei den Commonwealth Games 2018 in Gold Coast triumphierte sie sowohl auf der 100-Meter- als auch auf der 200-Meter-Strecke. In Gold Coast unterbot sie drei nationale – zugleich afrikanische – Rekorde, darunter die seit 1999 bestehenden Bestmarken über 50 m und 100 m Brust von Penelope Heyns. Im Juli 2019 wurde sie zweifache Universiadesiegerin und gewann im gleichen Monat bei den Weltmeisterschaften in Gwangju hinter Julija Jefimowa Silber über 200 m Brust, nachdem sie im Halbfinale ihren eigenen afrikanischen Rekord um knapp eine Viertelsekunde auf 2:21,79 Minuten verbessert hatte. Auch auf der 100-Meter-Distanz erreichte Smith das WM-Finale und belegte dort den sechsten Rang. Beim Schwimm-Weltcup im August 2019 in Tokio entschied sie die Wettkämpfe über 100 m und 200 m Brust für sich.
Nach einer mehrwöchigen Trainings- und mehrmonatigen Wettkampfunterbrechung wegen der COVID-19-Pandemie stellte Smith Anfang 2021 erneut mehrere afrikanische Rekorde auf und qualifizierte sich für die Schwimmwettkämpfe bei den Olympischen Spielen in Tokio. Dort stellte sie am 25. Juli über 100 m Brust im Vorlauf mit 1:04,82 Minuten einen olympischen Rekord auf und gewann im Finale beim Sieg der US-Amerikanerin Lydia Jacoby die Silbermedaille. Wenige Tage später, am 30. Juli, schwamm sie über 200 m Brust im Finale einen Weltrekord in 2:18,95 Minuten. Sie verbesserte die acht Jahre alte Bestmarke von Rikke Møller Pedersen um 0,16 Sekunden und gewann mit einer knappen Sekunde Vorsprung auf die US-Amerikanerin Lilly King die erste Goldmedaille für Südafrika bei den Spielen von Tokio. Smiths Weltrekord hatte bis April 2023 Bestand und wurde dann von Jewgenija Tschikunowa aus Russland um fast anderthalb Sekunden unterboten.
Smith verzichtete auf die Teilnahme an den Schwimmweltmeisterschaften 2022 in Budapest, um sich nach Aussage ihres Trainers Rocco Meiring auf die kurz danach stattfindenden Commonwealth Games zu konzentrieren. Dort gewann sie wie bei den Olympischen Spielen – allerdings mit deutlich langsameren Zeiten als in Tokio – Gold über 200 m Brust und Silber über 100 m Brust, diesmal hinter ihrer Teamkollegin Lara van Niekerk. 2023 wiederholte Smith dieses Ergebnis bei den Weltmeisterschaften in Fukuoka: Über 200 m Brust siegte sie vor Kate Douglass, über 100 m Brust wurde sie Zweite hinter Rūta Meilutytė. Bei den Olympischen Spielen 2024 in Paris wurde sie über 100 m Brust Olympiasiegerin und über 200 m Brust Zweite hinter Kate Douglass.

## Persönliches und Auszeichnungen
Nach ihrem High-School-Abschluss studierte Smith an der Universität Pretoria und schloss ihr Studium 2020 mit einem Bachelor in Financial Sciences ab. 2019 und 2021 wurde sie als südafrikanische Sportlerin des Jahres ausgezeichnet. Die Website SwimSwam kürte sie zwischen 2018 und 2021 viermal in Folge zu Afrikas Schwimmerin des Jahres. Im November 2023 heiratete Schoenmaker.